# Сэнгакудзи (станция)
Станция Сэнгакудзи (яп. 泉岳寺駅 сэнгакудзи эки) — железнодорожная станция на линиях Кэйкю и Асакуса расположенная в специальном районе Минато, Токио. Станция обозначена номером A-7 на линии Асакуса. Имеет сообщение с Токийским международным аэропортом через линию Кэйкю. На станции установлены автоматические платформенные ворота.

## Планировка станции
Две платформы островного типа и 4 пути.
| 1 | ■Линия Кэйкю   | Кэйкю-Кавасаки ・ Иокогама ・ Ками-Оока ・ Йокосука-Тюо ・ Урага ・ (Линия Курихама) Мисакигути |
| 2 | ○Линия Асакуса | Ниси-Магомэ                                                                                     |
| 3 | ○Линия Асакуса | Нихонбаси・Осиагэ・(Линия Кэйсэй) Аэропорт Нарита (поезда от станции Ниси-Магомэ)               |
| 4 | ○Линия Асакуса | Нихонбаси・Осиагэ・(Линия Кэйсэй) Аэропорт Нарита (поезда с линии Кэйкю)                        |

## Близлежащие станции
| «                                   |                                     | Линия |                                   | »                                 |
| Toei                                | Toei                                | Toei | Toei                              | Toei                              |
| Линия Асакуса                       | Линия Асакуса                       | Линия Асакуса | Линия Асакуса                     | Линия Асакуса                     |
| ----------------------------------- | ----------------------------------- | --- | --------------------------------- | --------------------------------- |
| Таканавадай                         | Таканавадай                         | Local | Мита                              | Мита                              |
| Мита                                | Мита                                | Express Rapid Commuter Limited Express Limited Express Access Express Rapid Limited Express Airport Rapid Limited Express | Сквозное сообщение с линией Кэйкю | Сквозное сообщение с линией Кэйкю |
| Keikyū                              |                                     | |                                   |                                   |
| Линия Кэйкю                         |                                     | |                                   |                                   |
| Сквозное сообщение с линией Асакуса | Сквозное сообщение с линией Асакуса | Local Airport Express Rapid Commuter Limited Express Limited Express Rapid Limited Express Airport Rapid Limited Express  | Синагава                          | Синагава                          |